# Шараповы
Шараповы — деревня в Юрьянском районе Кировской области в составе Верховинского сельского поселения.

## География
Находится на расстоянии примерно 15 километров по прямой на запад-юго-запад от районного центра поселка Юрья.

## История
Известна с 1710 года, когда здесь (тогда починок Шараповский) было учтено 2 двора, в 1764 году учтен 51 житель. В 1873 году было отмечено дворов 12 и жителей 66, в 1905 18 и 117, в 1926 21 и 110, в 1950 5 и 14 соответственно, в 1989 году оставалось 16 жителей.

## Население
Постоянное население  составляло 5 человек (русские 100%) в 2002 году, 2 в 2010.